# دة كرم (أصفهان)
دة كرم هي قرية في مقاطعة أصفهان، إيران. يقدر عدد سكانها بـ 470 نسمة بحسب إحصاء 2016.